# Imp No. 2
Imp No. 2 è un cortometraggio muto del 1905. Il nome del regista non viene riportato nei credit del film né vi appare quello di un operatore.

## Produzione
Il film fu prodotto dalla Hepworth.

## Distribuzione
Distribuito dalla Hepworth, il film- un cortometraggio della lunghezza di 38 metri - presumibilmente uscì nelle sale cinematografiche britanniche nel 1905.
Non si hanno altre notizie del film che si ritiene perduto, forse distrutto nel 1924 quando il produttore Cecil M. Hepworth, ormai fallito, cercò di recuperare l'argento del nitrato fondendo le pellicole.